# Рогач Гранта
Рогач Гранта (лат. Chiasognathus grantii) — жук из семейства рогачей. Крупнейший и самый примечательный из представителей рода.

## Описание

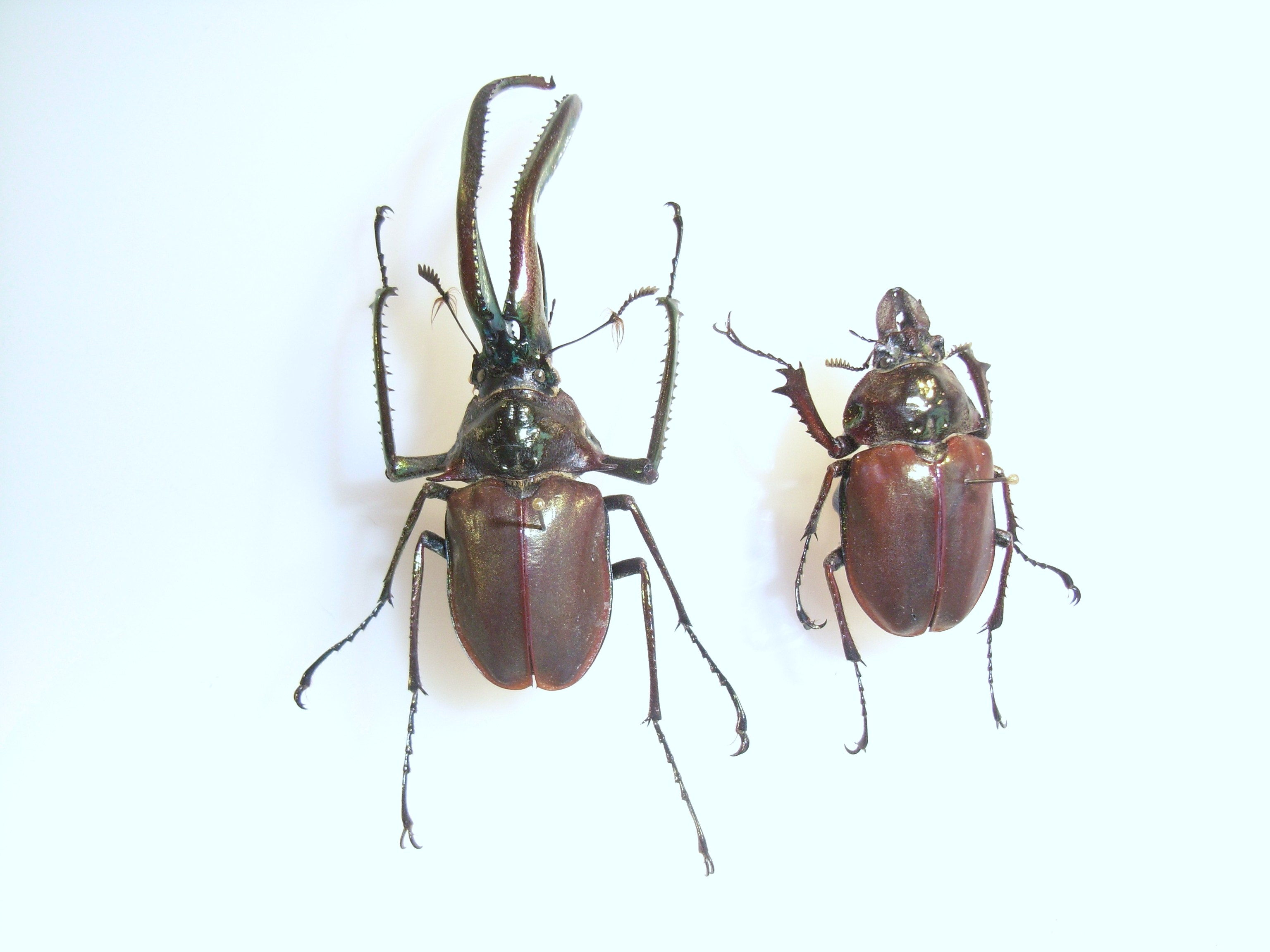
Самец и самка

Длина тела самцов 60—85 мм. Окраска тела варьирует, преимущественно тело золотисто-зелёного цвета с металлическим отливом, надкрылья — коричневые. Жвалы самца длиннее самого тела, расщеплены почти у основания и мелкозазубрены.

## Ареал
Южная Америка: Чили и Аргентина. Данный некогда широко распространенный вид сейчас стал весьма редким. Известно всего два сохранившихся и охраняемых в континентальном Чили местообитания вида.

## Интересные факты
- В 1948 году в Чили вышла серия из трёх марок, на одной из которых был изображён рогач Гранта.

## Синонимы

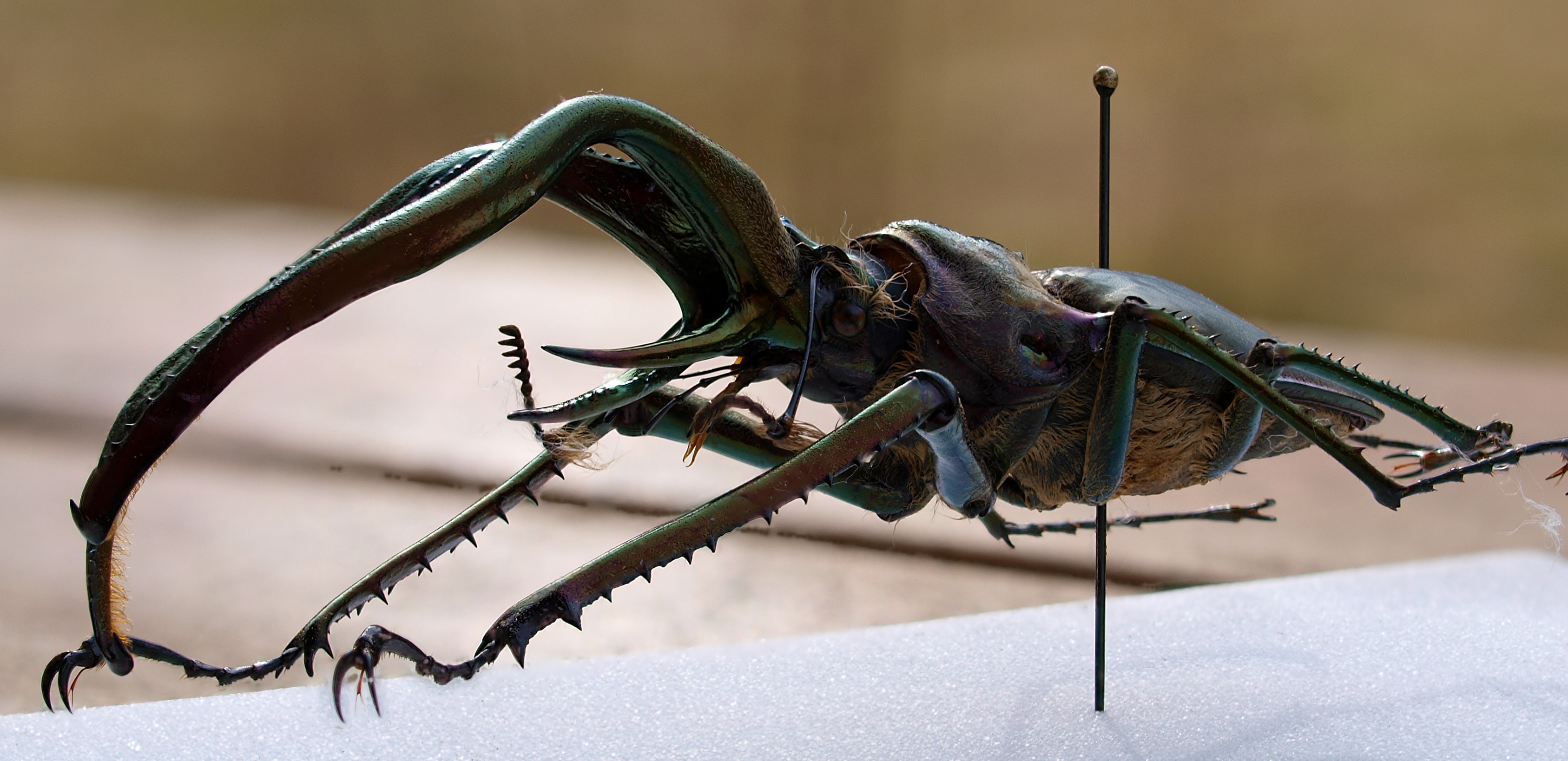
Вид сбоку

- Tetropthalma chiloensis Lesson, 1833
- Chiasognathus affinis Philippi in Philippi, 1859
- Chiasognathus pygmaeus Dallas, 1933
- Chiasognathus brevidens Germain, 1911 (nomen nudum)